# FC埃因霍温
埃因霍温足球俱乐部（FC Eindhoven）是一所位於荷蘭北布拉班特省埃因霍温的足球俱樂部，現時於荷乙作賽，是市內兩支職業球會之一，另一隊是PSV埃因霍温，兩隊的對戰稱為「光明之城打吡」（Lichtstad Derby）。球會於1909年成立，初時名為「EVV Eindhoven」，1954年贏得頂級聯賽冠軍，是荷甲轉為職業聯賽前最後一季聯賽。

## 榮譽
- 荷兰足球甲级联赛冠軍：1954年；
- 荷蘭盃冠軍：1937年；

## 外部連結
- （荷兰文） 官網 （页面存档备份，存于）